# Вас, Јевсевије, Јевтихије и Василид
Вас, Јевсевије, Евтихије и Василид су ранохришћански светитељи и мученици који су страдали почетком 4. века за време прогона хришћана од стране римског цара Диоклецијана. Они су уврштени и међу никомидијске мученике.
Мученици су рођени у Римском царству. Богати и племенити царски достојанственици, припадници синклита, били су дворјани цара Диоклецијана. Сведоци страдања свете мученице Теопемпта, епископа Никомидијског, поверовали су у Христа, крстили се, одрекли царских признања и прогласили се хришћанима.
Због тога су мучени и погубљени. Заједно са њима страдало је и пет њихових робова. „Вас је био закопан до груди у земљу и умро је од задобијених рана. Јевсевије је обешен наглавачке и исечен на комаде. Евтих је развучен између стубова и расечен, а Василидов стомак је посечен ножем„.
Православна црква помиње светитеље Васа, Јевсевија, Јевтихија и Василида 20. јануара (2. фебруар по јулијанском календару).